# Bahundangi
Bahundangi (nep. बाहुनडाँगी) – gaun wikas samiti we wschodniej części Nepalu w strefie Meći w dystrykcie Jhapa. Według nepalskiego spisu powszechnego z 2001 roku liczył on 4434 gospodarstw domowych i 22897 mieszkańców (11593 kobiet i 11304 mężczyzn).